# Adams County (Mississippi)
Adams County is een county in de Amerikaanse staat Mississippi.
De county heeft een landoppervlakte van 1192 km² en telt 34.340 inwoners (volkstelling 2000). De hoofdplaats is Natchez.

## Bevolkingsontwikkeling

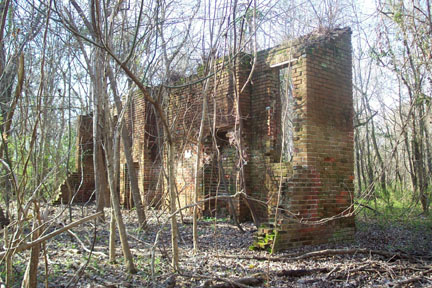
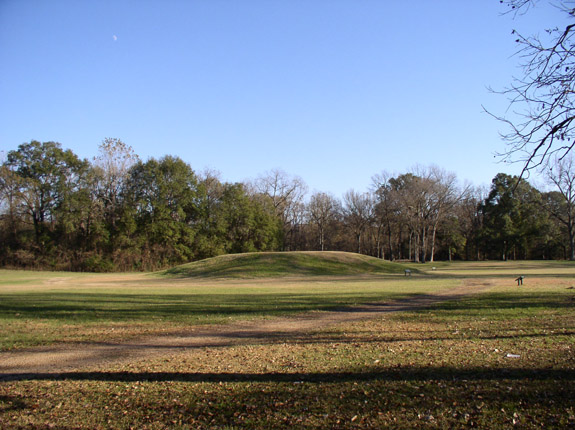